# Eduard Mayer
Eduard Mayer (* 17. August 1812 in Asbacherhütte; † 12. Oktober 1881 in Bad Aibling) war ein deutscher Bildhauer und Schüler von Christian Daniel Rauch und Ernst Rietschel.
Von 1840 bis 1843 lebte er in Paris, wo er teils bei David d’Angers, teils selbständig arbeitete. 1842 ließ er sich in Rom nieder. Er bildete mit Vorliebe Gestalten aus der griechischen Mythologie oder kleine Genremotive, mehr im antiken als im naturalistischen Geist, wie Bacchus oder Merkur als Argustöter (1877, Nationalgalerie in Berlin).
Zwei seiner Figuren, die Allegorien auf Wissenschaft und Technik, zieren die Orangerie im Potsdamer Park Sanssouci.

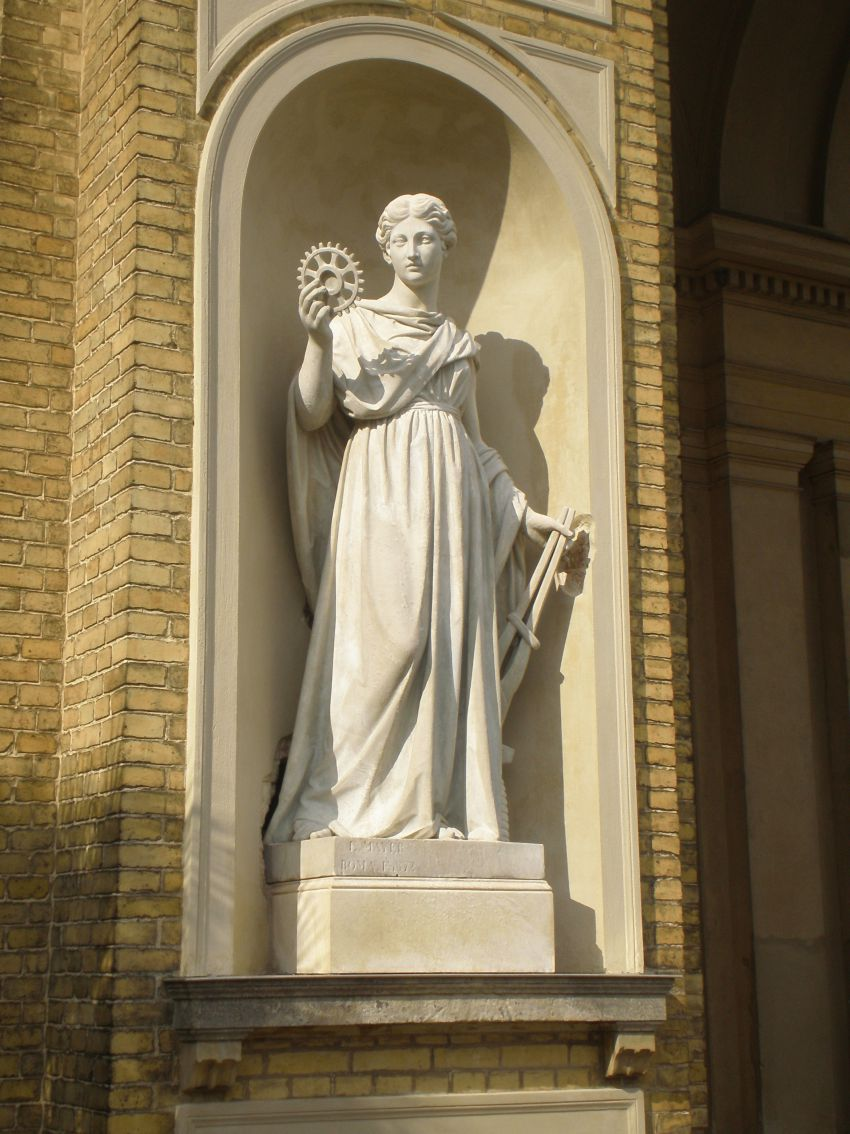
Allegorie „Die Industrie“, am Mittelbau der Neuen Orangerie im Park Sanssouci
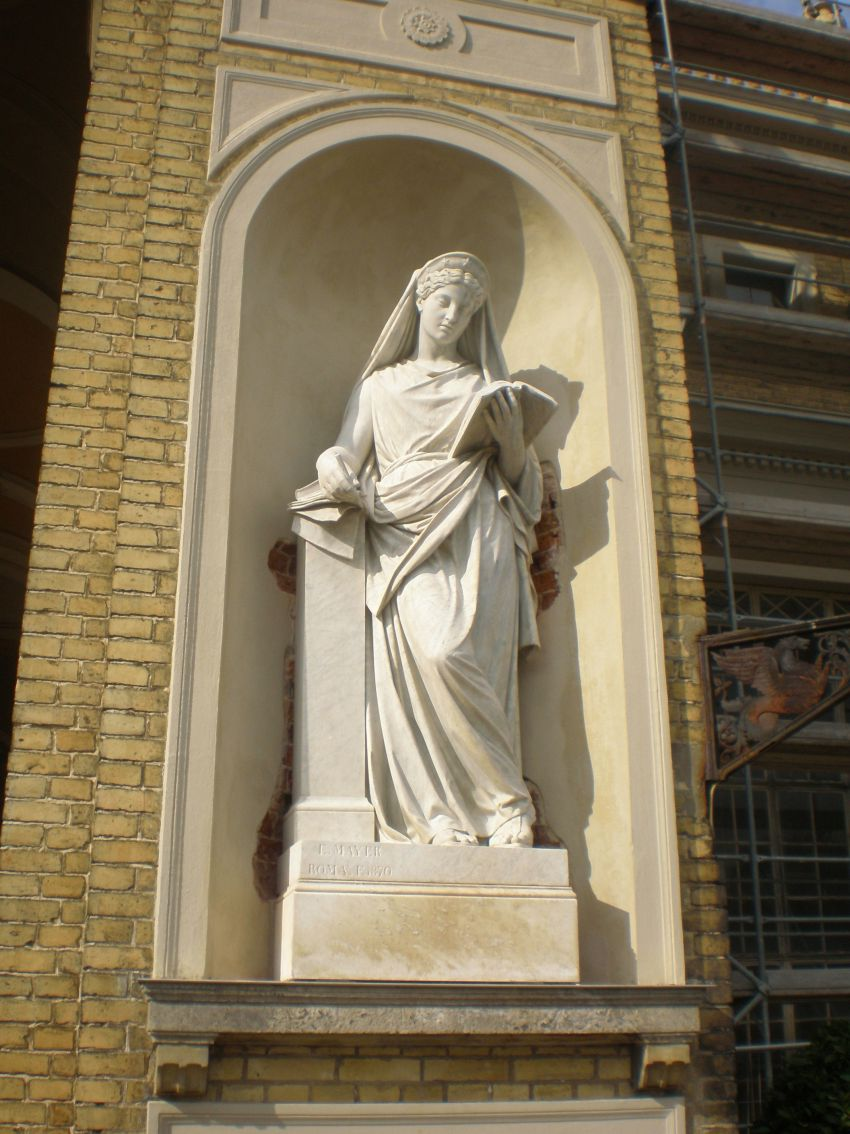
Allegorie „Die Wissenschaft“ am Mittelbau der Neuen Orangerie
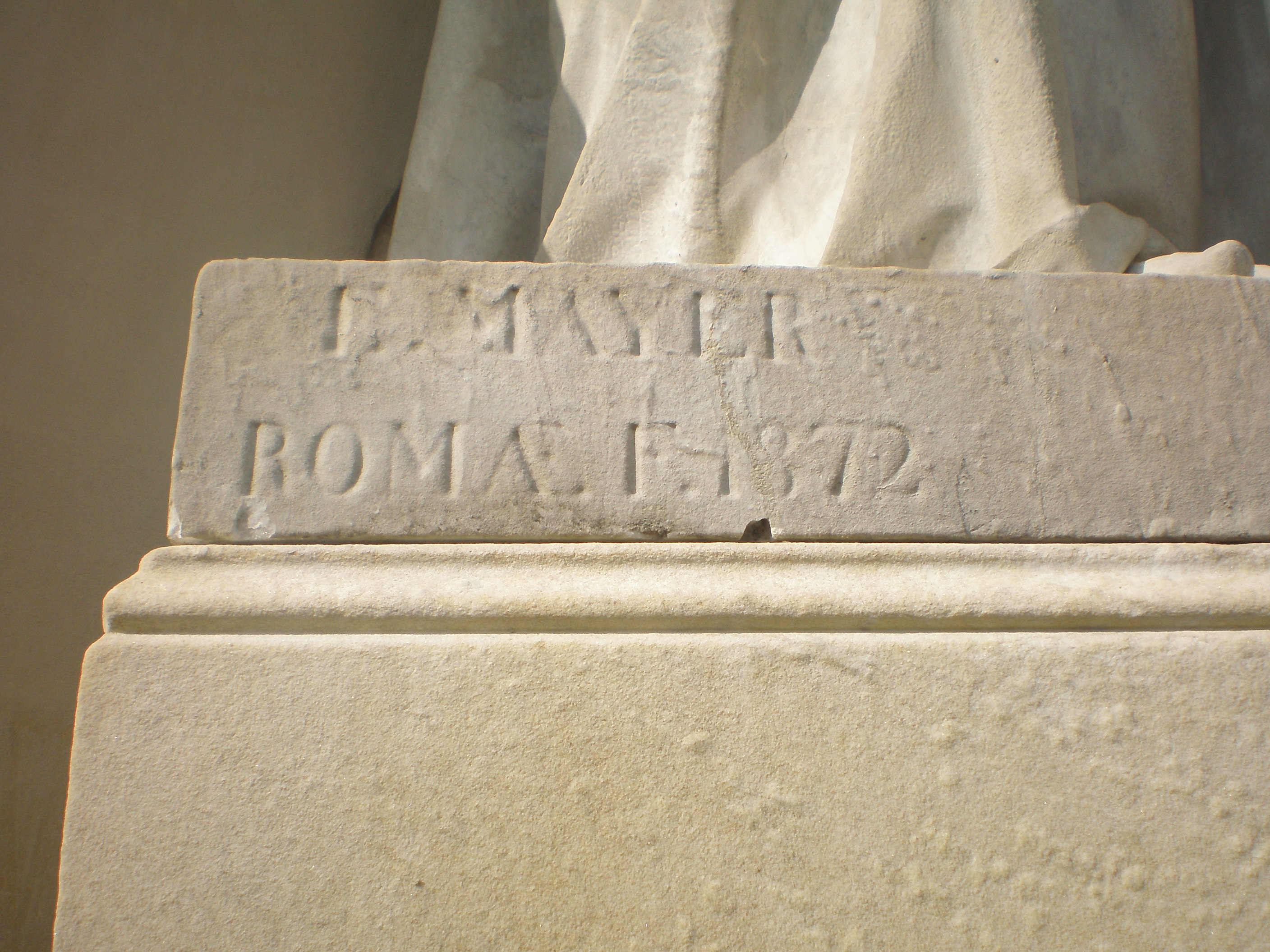
Signatur Mayers
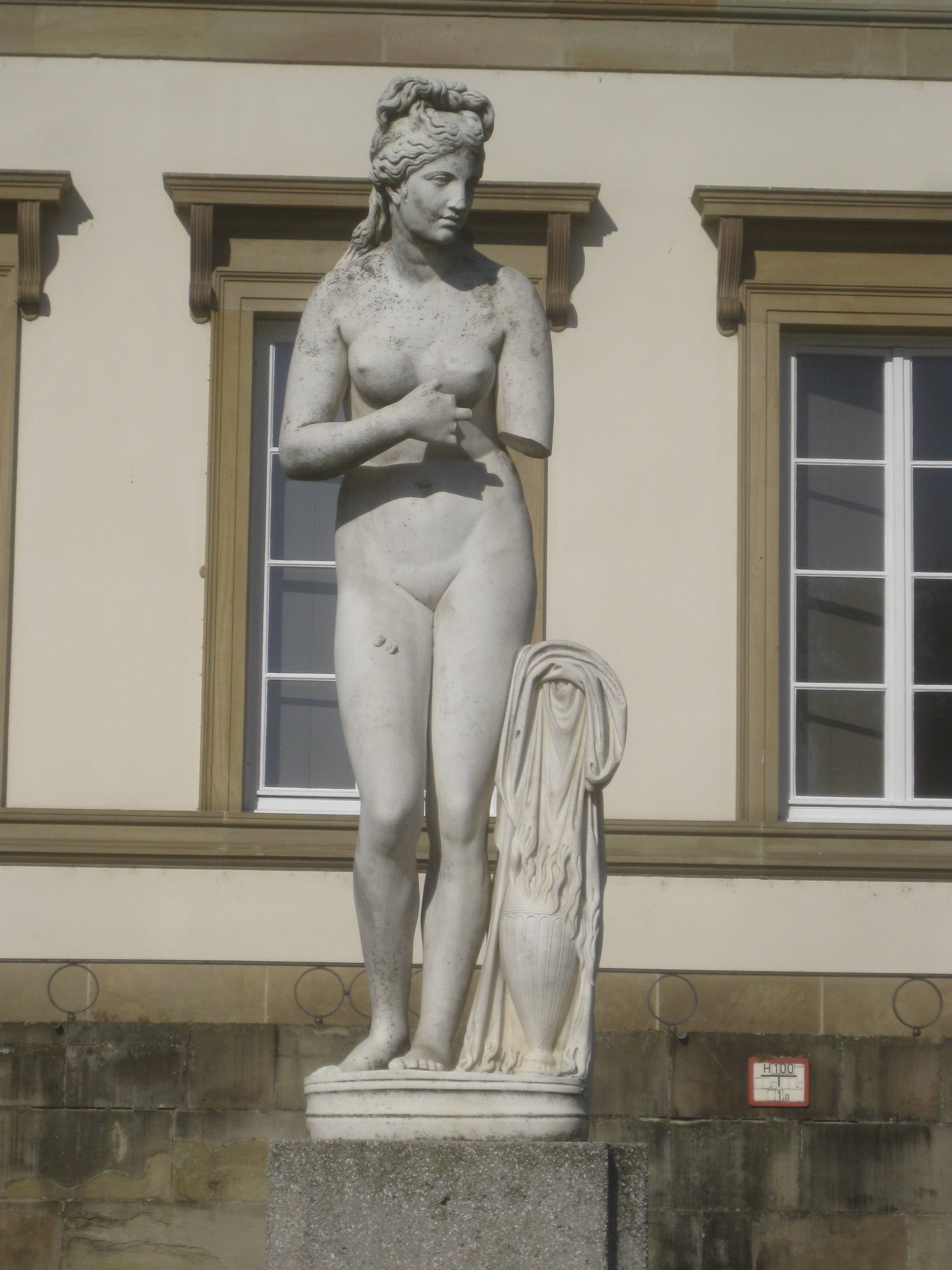
Kapitolinische Venus, Marmor, 1854, Stuttgart, Schloss Rosenstein